# Have Some Fun
Have Some Fun – utwór czeskiej piosenkarki Terezy Kerndlovej napisany przez Gordona Pogodę i Stano Simora i wydany jako singiel w 2008 roku.
W styczniu 2008 roku utwór został zakwalifikowany (jako jedna z dziesięciu propozycji) do stawki finałowej krajowych eliminacji eurowizyjnych Eurosong. 26 stycznia wygrał finał selekcji po uzyskaniu największej liczby SMS-ów od telewidzów, dzięki czemu został propozycją reprezentującą Czechy w 53. Konkursie Piosenki Eurowizji organizowanym w Belgradzie.
22 maja utwór został zaprezentowany przez piosenkarkę jako ósmy w kolejności w drugim półfinale widowiska i zajął w nim ostatecznie przedostatnie, osiemnaste miejsce z dziewięcioma punktami na koncie, przez co nie zakwalifikował się do finału. Wówczas był to jednak najlepszy wynik osiągnięty przez czeską propozycję w historii konkursu.

## Lista utworów
CD single
1. „Have Some Fun” (Eurosong Version 2008)
2. „Have Some Fun” (Radio Mix)
3. „Have Some Fun” (Ultimax Mix)

- Teledysk do „Have Some Fun”

## Notowania na listach przebojów
| Kraj   | Lista (2008)   | Najwyższe miejsce |
| ------ | -------------- | ----------------- |
| Czechy | Single Top 100 | 5                 |